# Медаль Голлі
Меда́ль Го́ллі (англ. Holley Medal) — нагорода за «значні та унікальні досягнення в інженерній справі, що принесли значну і своєчасну користь суспільству». ЇЇ присуджує Американське товариство інженерів-механіків з 1924 року. Нагороду засновано на честь американського інженера-механіка, винахідника та статутного члена товариства Александера Лаймена Голлі (1832—1882) і вона складається з грошової премії (1 тисяча доларів США), медалі з позолоченого срібла та сертифіката.

## Лауреати

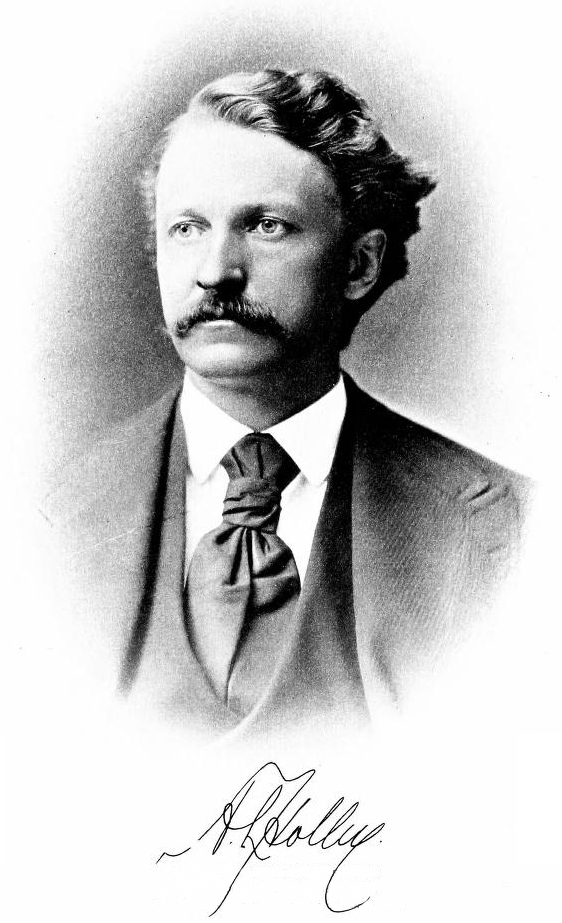
Олександер Лаймен Голлі (кінець 19 ст.), на вшанування пам'яті якого засновано нагороду

- 1924 Яльмар Карлсон[en]
- 1928 Елмер Сперрі
- 1930 Baron Chuza-buro Shiba[2]
- 1934 Ірвінг Ленгмюр
- 1936 Генрі Форд
- 1937 Фредерік Коттрелл[en]
- 1938 Francis Hodgkinson
- 1939 Карл Едвард Юганссон[en]
- 1940 Едвін Армстронг
- 1941 Джон Гаранд
- 1942 Ернест Орландо Лоуренс
- 1943 Веннівер Буш
- 1944 Карл Норден[en]
- 1945 Сенфорд Александер Мосс[en]
- 1946 Norman Gibson[3]
- 1947 Raymond D. Johnson
- 1948 Едвін Герберт Ленд
- 1950 Чарлз Гордон Кертіс[en]
- 1951 George R. Fink[4]
- 1952 Сенфорд Локвуд Клаетт[en]
- 1953 Philip M. McKenna
- 1954 Волтер Ендрю Шухарт
- 1955 George J. Hood[5]
- 1957 Чарлз Старк Дрейпер
- 1959 Col. Maurice J. Fletcher
- 1961 Thomas Elmer Moon
- 1963 Вільям Бредфорд Шоклі
- 1968 Честер Карлсон
- 1973 Гарольд Юджин Еджертон[en], Kenneth J. Germeshausen[6]
- 1975 George M. Grover[7]
- 1976 Емметт Лейт[en], Юріс Упатніекс
- 1977 J. David Margerum
- 1979 Bruce G. Collipp, Douwe de Vries[8]
- 1980 Хонда Сойтіро
- 1982 Джек Кілбі
- 1985 Джон Вінсент Атанасов
- 1986 Вілсон Грейтбатч
- 1987 Robert J. Moffat
- 1988 Vernon D. Roosa
- 1989 Джек Кілбі, Jerry D. Merryman, James H. Van Tassel
- 1990 Рой Планкетт
- 1991 Джеймс Роберт Томпсон[en]
- 1994 Dominick Danna, Richard W. Newman, William C. Moore
- 1996 Bernard J. Miller
- 1998 Донна Ширлі[en]
- 2001 Heinz Erzberger
- 2005 James D. Walker
- 2008 David G. Lilley
- 2010 Ashwani K. Gupta
- 2020  Йогеш Джалурія[en]